# Kälksjön
Kälksjön är en sjö i Torsby kommun i Värmland och ingår i Göta älvs huvudavrinningsområde. Sjön har en area på 0,419 kvadratkilometer och ligger 97,2 meter över havet.

## Delavrinningsområde
Kälksjön ingår i det delavrinningsområde (664216-135107) som SMHI kallar för Utloppet av Övre Fryken. Medelhöjden är 131 meter över havet och ytan är 184,34 kvadratkilometer. Räknas de 149 avrinningsområdena uppströms in blir den ackumulerade arean 2 539,5 kvadratkilometer. Norsälven (Ljusnan) som avvattnar avrinningsområdet har biflödesordning 2, vilket innebär att vattnet flödar genom totalt 2 vattendrag innan det når havet efter 324 kilometer. Avrinningsområdet består mestadels av skog (47 procent), öppen mark (10 procent) och jordbruk (12 procent). Avrinningsområdet har 42,49 kvadratkilometer vattenytor vilket ger det en sjöprocent på 23 procent. Bebyggelsen i området täcker en yta av 2,83 kvadratkilometer eller 2 procent av avrinningsområdet.